# کیتسونه (نودل)

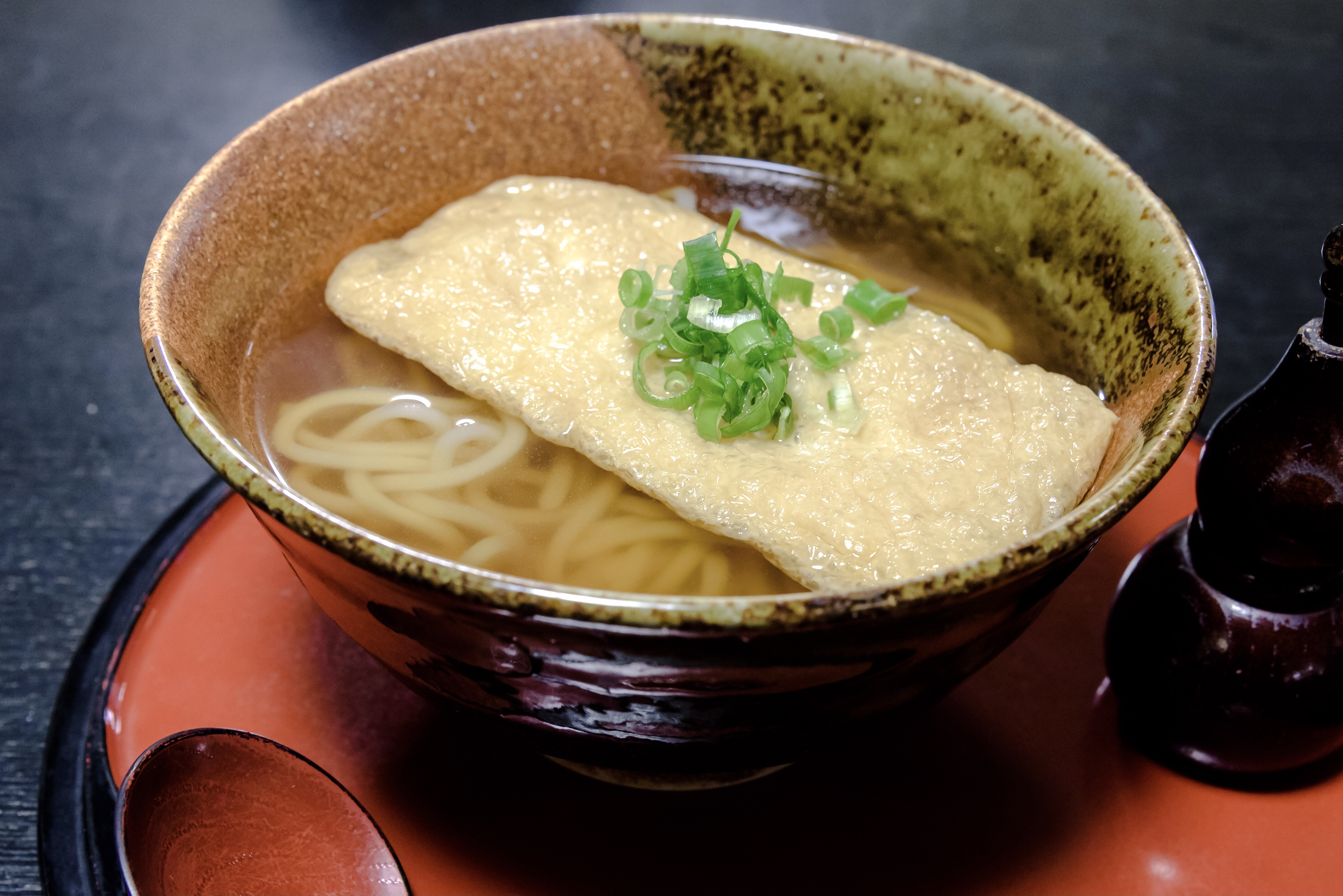
کیتسونه‌اودون، ورقهٔ آبوراآگه به رنگ قهوه‌ای روشن بر روی نودل اودون قرار داده شده‌است.

کیتسونه‌اودون یا کیتسونه‌سوبا در آشپزی ژاپنی  به اودون یا سوبای اشاره دارد که بر روی آن یک ورقهٔ مزه داده شدهٔ ترش و شیرین آبوراآگه (یکی از فرآورده‌های سویا) قرار داده شود. به مانند ایناری‌زوشی نام این دو نوع غذا به علت اینکه مردم باور دارند که کیتسونه یا روباه اساطیری ژاپن به آبوراآگه علاقه دارد به نام کیتسونه نامگذاری شده‌است بعلاوه آبوراآگه به رنگ قهوه‌ای روشن است که به ژاپنی این رنگ کیتسونه ایرو (ایرو به معنی رنگ) نامیده می‌شود.
طرز تهیه در نقاط مختلف ژاپن مختلف است اما بطورکلی طرز تهیه به اینصورت است که ابتدا روغن آبوراآگه توسط آبجوش جاری شده بر روی آن شسته می‌شود سپس آبوراآگه به همراه شکر، سس سویا و میرین (عرق برنج خوراکی) جوشانده می‌شود. در آخر طبع آبوراآگه طبع ترش و شیرین به خود می‌گیرد.   

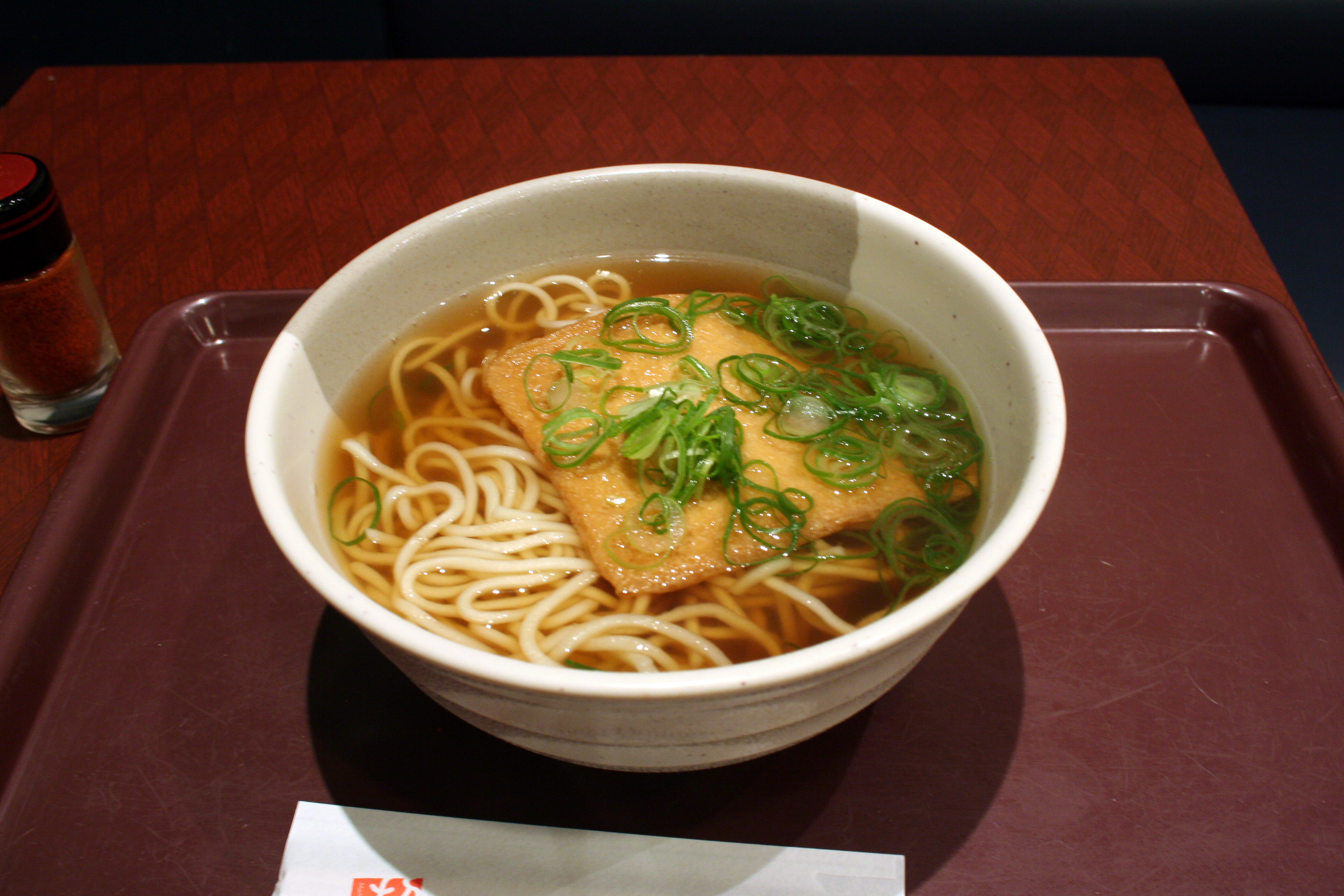
کیتسونه‌سوبا
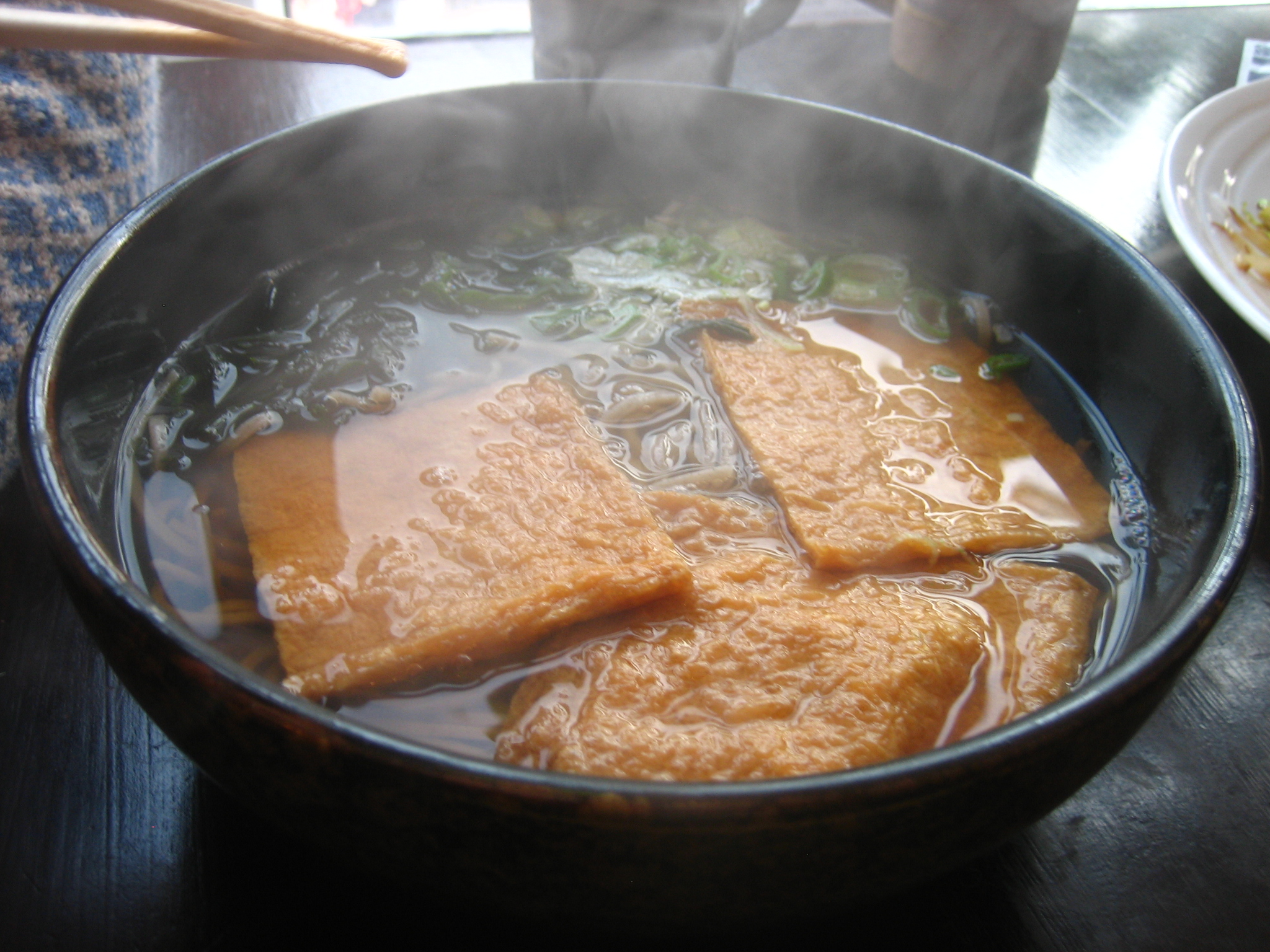
آبوراآگه در هنگام جوشاندن در محلول شکر و سس سویا و میرین